# Грушевка (Криворожский район)
Грушевка (укр. Грушівка; до 2016 — Ленинское) — село, Грушевский сельский совет,
Криворожский район, Днепропетровская область, Украина.
Код КОАТУУ — 1220384401. Население на момент 2023 года составляло 7949 человек.
Является административным центром Грушевского сельского совета, в который, кроме того, входят
село Усть-Каменка и
посёлок Гранитное.

## Географическое положение
Село Грушевка находится на правом берегу бывшего Каховского водохранилища,
в месте впадения в него реки Базавлук, ниже по течению на расстоянии в 3 км расположено село Марьянское.
Через село проходит автомобильная дорога Н-23.
Рядом проходит железная дорога, станция Подстепное в 2,5 км.

## История
- Грушевка была хутором кошевого атамана Запорожской Сечи Ивана Сирко. Тут он и умер в августе 1680 года (сейчас село находится недалеко от прежнего места расположения на более возвышенном участке).
- 1952 — дата основания, когда при строительстве Каховской ГЭС сюда переселили жителей затапливаемых сёл Грушевка и Кут.
- 2016 — Верховная Рада переименовала село Ленинское в село Грушевка[2].

## Объекты социальной сферы
- Школа І—ІІІ ст.
- Школа-интернат (Ленинская ООШ І—ІІ ст., в данное время является частью средней общеобразовательной школы с. Грушевка).
- Дом культуры.
- Историко-краеведческий музей.

## Известные люди
- В селе родился Герой Советского Союза Пётр Карамушко.